# Poosepatuck
Poosepatuck /"where the waters meet",/ jedno od 13 plemena s Long Islanda u američkoj državi New York, ogranak Unkechauga, nasseljeno na obali između Patchogue Islanda i zemlje plemena Shinnecock. Godine 1666. smješteni su na rezervat Poosepatuck na Forge river blizu Mastica, gdje ih je nešto preživjelih, ali su izgubili znanje o svojim jeziku i običajima. Elizabeth Joe, njihova posljednja žena-sachem umrla je 1832.